# Якби зострілися ми знову
«Якби зострілися ми знову» — вірш Тараса Шевченка, написаний орієнтовно в кінці вересня — у грудні 1848 під час зимівлі Аральської описової експедиції 1848—1849 на острові Косарал.

## Автографи
Збереглося два чистових автографів вірша, які зберігаються в Інституті літератури ім. Т. Шевченка: у «Малій книжці» та «Більшій книжці». Автографи не датовано.

## Написання
Вірш датується за місцем автографа у «Малій книжці» серед творів 1848 року та часом зимівлі Аральської описової експедиції 1848—1849 років на Косаралі, орієнтовно: кінець вересня — грудень 1848 року, та місцем написання — Косарал.
Автограф, з якого вірш переписано до «Малої книжки», не відомий. До «Малої книжки» Шевченко заніс твір під № 17 у четвертому зшитку за 1848 рік орієнтовно наприкінці 1849 — на початку 1850 років (до арешту 23 квітня). У 1858 році, не раніше 18 березня і не пізніше 22 листопада, вірш перенесено з багатьма змінами з «Малої книжки» до «Більшої книжки». Особливо грунтовно доопрацьовано його другу частину: розширено характеристику поетом власних переживань при уявній зустрічі з коханою жінкою, в осмисленні яких у «Більшій книжці» з'явилися нові суттєві моменти.
Найімовірніше, з «Малої книжки» твір було переписано до рукописного списку невідомої особи з окремими виправленнями Шевченка кінця 1850-х років, що належав Льву Жемчужникову і не зберігся. Деякі відміни цього списку подав Олександр Кониський. Всі зафіксовані ним варіанти у вірші «Якби зострілися ми знову…» збігаються з текстом «Малої книжки», проте їх менше. За описом Олександра Кониського рядки 15 — 17 у так званому списку Льва Жемчужникова не мають розбіжностей з публікаціями вірша за текстом «Більшої книжки».

## Публікація
Вперше надруковано за «Більшою книжкою» у виданні: «Кобзарь Тараса Шевченка / Коштом Д. Е. Кожанчикова» (С.-Петербург, 1867 рік, стор. 468), з неточністю у рядку 4 («тоді» замість «тойді»), і того ж року за цим виданням у книжці: «Поезії Тараса Шевченка» (Львів, 1867 рік, том 2, стор. 237).

## Сюжет
Хоча у тексті не названо особу, до якої звертається ліричний герой, однак зв'язок цього вірша зі створеним безпосередньо перед ним віршем «Г. З.» свідчать, що йдеться про Ганну Закревську — потаємну любов Шевченка, дружину поміщика Платона Закревського.

## Текст

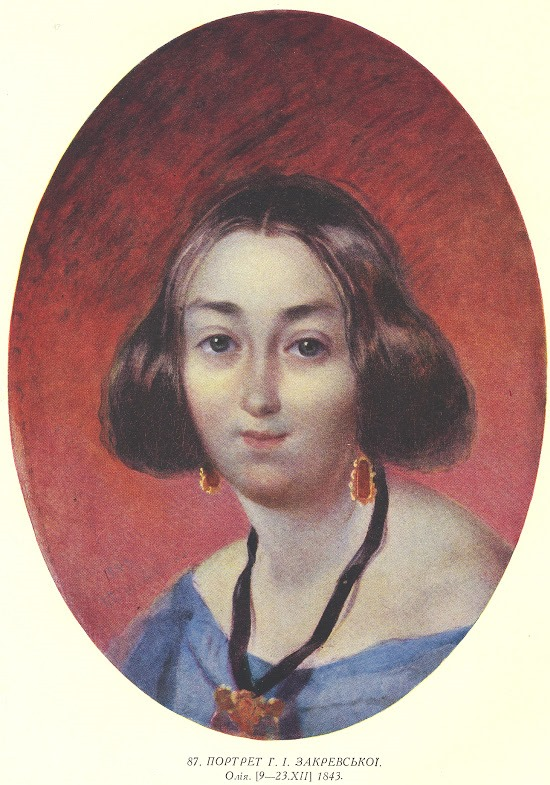
Портрет Ганни Закревської. Автор Тарас Шевченко, 1843

Якби зострілися ми знову,
Чи ти злякалася б, чи ні?
Якеє тихеє ти слово
Тойді б промовила мені?
Ніякого. І не пізнала б.
А може б, потім нагадала,
Сказавши: снилося дурній.
А я зрадів би, моє диво!
Моя ти доле чорнобрива!
Якби побачив, нагадав
Веселеє та молодеє
Колишнє лишенько лихеє.
Я заридав би, заридав!
І помоливсь, що не правдивим,
А сном лукавим розійшлось,
Слізьми-водою розлилось
Колишнєє святеє диво! 

## Пісні
Пісня «Якби зустрілися ми знову» увійшла до альбому «Свобода», який у 2014 році записав київський рок-гурт «SWEETLO».
Також до вірша був написаний романс, де на музику Олександра Ткаченка, співає Народна артистка України Світлана Мирвода.